# زمان‌آباد (بیرجند)
زمان‌آباد یک منطقهٔ مسکونی در ایران است که در دهستان باقران واقع شده‌است. براساس سرشماری مرکز آمار ایران در سال ۱۳۹۵، زمان‌آباد ۷۱ نفر جمعیت دارد.